# ルサニヤ
ルサニヤ(英語Lysanias)は、新約聖書に登場する人物であり、AD25-30年頃アビレネの小領地を管理した国主である。同じ時期にバプテスマのヨハネも活動を開始した。
また、カルキスのプトレマイオスの息子として王位につき、マルクス・アントニウスに殺害された同名の人物は、祖父か父であったと推測される。